# Літературна Україна
«Літерату́рна Украї́на» — щотижнева газета письменників України,  фахове літературно-критичне видання.

## Історія
Газета заснована 21 березня 1927 року в Києві під назвою «Літературна газета» як орган ВУСПП. Протягом 1941—1942 років виходила в Харкові, Луганську, Уфі, Москві й називалася «Література і мистецтво». Із 1945 року — знову «Літературна газета», нинішня назва — з 1962 року.
Дісталося й «Літературній Україні» в часі гонінь на інтелігенцію — у жовтні 1949 року газета «Радянська Україна» опублікувала редакційну статтю «Літературна критика в „Літературній газеті“», в якій редакцію газети обвинувачували в «безпринципності та низькому ідейному рівні критичних статей».
На її сторінках друкують інформацію про творчу діяльність письменства України, нові літературні твори, критичні статті та рецензії.
Нині «Літературна Україна» — щотижнева газета, що оновлюється, стає сучасним виданням. Газета має передплатників не лише в Україні, а й у багатьох країнах за кордоном, зокрема у США, Аргентині та Австралії.
Редакційна колегія видання: Володимир Базилевський, В'ячеслав Брюховецький, Володимир Даниленко, Микола Жулинський, Осип Зінкевич, Сергій Козак, Іван Корсак, Юрій Мушкетик, Сергій Пантюк, Петро Перебийніс, Михайло Слабошпицький, Надія Степула, Юрій Щербак.
У 2012 році «Літературну Україну» занесено до Книги рекордів України як «найдавнішу україномовну українську літературну газету, що нині виходить».
Редакція газети працює над виданням серії «Бібліотека газети „Літературна Україна“». На початок 2015 року побачило світ 11 випусків серії. У їх числі — збірка есеїстики Володимира Базилевського «Замах на Бога», збірка статей та матеріалів «Майдан Гідності», збірка інтерв'ю з Анатолієм Дімаровим «Його голос чути досі».
1982 року редакцією газети «Літературна Україна» та Спілкою письменників України засновано премію імені Володимира Сосюри. Її вручають щороку за найкращу поетичну публікацію на сторінках «ЛУ» та за дослідження творчого спадку Володимира Сосюри. У 2017 році було відзначено 90-ліття газети.

## Головні редактори

### Літературна газета
- 1927—1930, Київ — Борис Коваленко
- З липня 1930, Харків — Андрій Річицький
- З листопада 1930 — Веніамін Фурер
- З березня 1932 — Яків Городськой
- З червня 1932 — Іван Кулик
- З червня 1935, Київ — Михайло Тардов
- З березня 1940 — Юхим Мартич